# Falkensteinerbach
El Falkensteinerbach es un río de los Vosgos del Norte en el Este de Francia que fluye por los departamentos de Mosela y de Bajo Rin. Es un afluente del Zinsel del Norte y por lo tanto un subafluente del Rin.

## Hidronimia
El Falkensteinerbach debe su nombre, como el de numerosos arroyos del macizo de los Vosgos, a la montaña de donde toma su fuente, el Falkenstein, terminado en el sufijo Bach, arroyo en alemán. Significa pues arroyo del Falkenstein, el « arroyo del roquedo del halcón ».

## Historia
Hoy en día, ya no se siente el cotilleo de las lavanderas ni el ruido de los martinetes accionados por las ruedas hidráulicas. Los molinos de granos han desaparecido igualmente, el Falkensteinerbach es ahora un  tranquilo río para los pescadores, poblado de truchas y clasificado en primera categoría.
El Falkensteinbach se prestaba perfectamente a la instalación de forjas como en Éguelshardt. El curso de agua estaba controlado mediante diques y esclusas, y aguas arriba de la fábrica se acondicionaban a veces estanques con el fin de crear caídas de agua que aumentasen la potencia hidráulica y también con el fin de poseer reservas de agua para paliar los periodos de sequía. El Falkenstein alimentaba el martinete y la forja de Niederbronn-les-Bains.
En 2002, el municipio de Reichshoffen fue autorizado a verter en el arroyo las aguas tratadas de la actual estación depuradora.

## Geografía
El río se dirige del noroeste hacia el sudeste. Nace en las alturas cercanas a Éguelshardt, en la parte lorenesa de los Vosgos del Norte, en un lugar llamado Heckenthal, a 269 m de altitud, en el bosque de Sturzelbronn, al sur del campo de tiro y del campo militar de Bitche en el municipio de Bitche. El Falkensteinerbach atraviesa en toda su longitud la ciudad de Niederbronn-les-Bains y discurre después durante 27,2 km por Zinsel del Norte entre los municipios de Gundershoffen y Uttenhoffen, a 167 metros de altitud, después de haber bordeado los estanques de Breitmatt.
Este pequeño río serpentea entre los cerros vosgienses del Grand Wintersberg y del Reisberg.

## Afluentes
El Falkensteinerbach tiene tres afluentes referenciados:
- el Durschbach, 2,6 km, discurre por el municipio de Niederbronn-les-Bains.
- el Daetenbach,  3,7 km, discurre por el municipio de Niederbronn-les-Bains.
- el Lauterbaechel, 8,7 km, discurre por las comunas de Gundershoffen, Niederbronn-les-Bains, Oberbronn y Reichshoffen y atraviesa los estanques de Breitmatt antes de su desembocadura.

## Departamentos, comunas y cantones atravesados
El Falkensteinerbach atraviesa dos departamentos, ocho comunas, y dos cantones:
- Mosela (en el sentido de la corriente) :
  - Bitche (nacimiento), Éguelshardt, Baerenthal y Philippsbourg ;
- Bajo Rin :
  - Niederbronn-les-Bains, Reichshoffen, Gundershoffen y Uttenhoffen.

En cuanto a cantones, el Falkensteinerbach nace en el cantón de Bitche, atraviesa y desemboca en el cantón de Niederbronn-les-Bains.

## Ecología
El Falkensteinerbach tiene una estación de control de calidad de las aguas situada en Gundershoffen.

### Fauna y flora
- el lirio amarillo
- la trucha de río (Salmo trutta fario)
- el  cangrejo de río autóctono europeo
- el espiga de agua